# Montigny-sur-Meuse
Pour les articles homonymes, voir Montigny.
Montigny-sur-Meuse est une commune française, située dans le département des Ardennes en région Grand Est.
Elle doit à terme fusionner avec la commune voisine de Vireux-Molhain pour former la commune nouvelle de Vireux-Molhain. 

## Géographie
Montigny-sur-Meuse est limitrophe des communes suivantes :
Montigny-sur-Meuse est un petit village français du département des Ardennes dans la région Grand Est qui s'étale sur environ six hectares de plaine en partie inondable le long de la D8051 (ex-N51) entre le massif forestier et la Meuse. 
La commune qui se trouve à une altitude de 110 m s'étend sur 8,1km 2 et est située à environ 31 km au nord-est de Charleville-Mézières.  Elle est traversée par divers cours d'eau comme la Meuse, la Deluve et le Risdoux.
La commune appartient administrativement au canton de Revin dans l'arrondissement de Charleville-Mézières et fait partie de la communauté de communes Ardenne-Rives-de-Meuse.
Montigny-sur-Meuse  a adhéré à la charte du parc naturel régional des Ardennes, à sa création en décembre 2011.

### Communes voisines
Fépin, Haybes et Vireux-Molhain.

### Hydrographie
La commune est dans le bassin versant de la Meuse au sein du bassin Rhin-Meuse. Elle est drainée par la Meuse, le canal de l'Est Branche-Nord, le ruisseau le Risdoux, le ruisseau Deluve et le ruisseau Fond de la Menerie,.
La Meuse, d'une longueur de 486 km, est un fleuve européen qui prend sa source en France, dans la commune du Châtelet-sur-Meuse, à 409 mètres d'altitude, et se jette dans la mer du Nord après un cours long d'approximativement 950 kilomètres traversant la France, la Belgique et les Pays-Bas. Le bourg se développe en rive gauche de la Meuse, qui s'écoule du sud vers nord sur une longueur d'environ 4,2 km et constitue une limite séparative communale.
Le canal de l'Est Branche-Nord, d'une longueur de 141 km, est un chenal et un cours d'eau naturel navigable qui relie Givet à Troussey, où il rejoint le canal de la Marne au Rhin. Il se superpose, dans la commune, à la Meusesur une longueur d'environ 0,1 km.

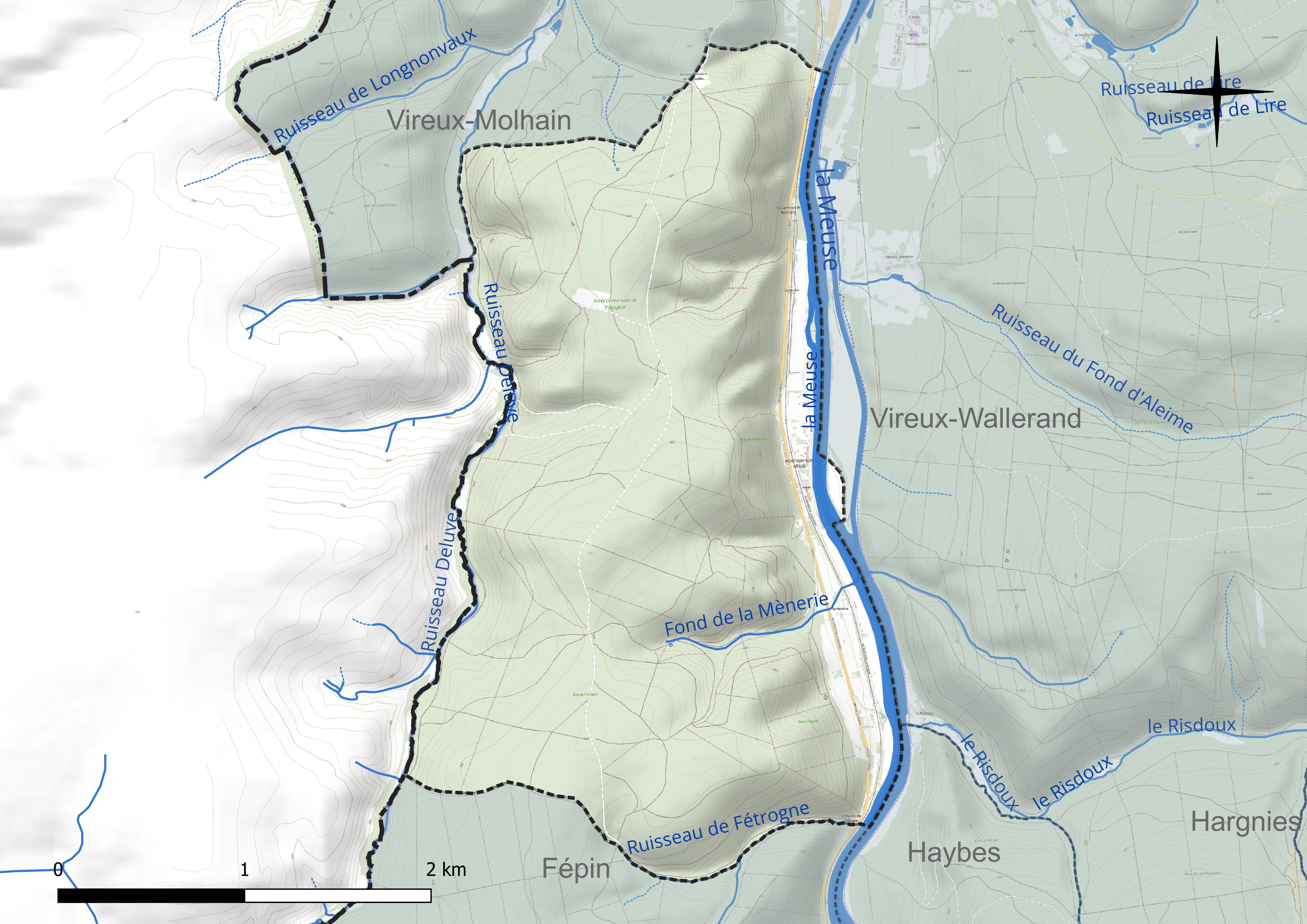
Réseau hydrographique de Montigny-sur-Meuse.

### Climat
Pour des articles plus généraux, voir Climat du Grand Est et Climat des Ardennes.
En 2010, le climat de la commune est de type climat de montagne, selon une étude du Centre national de la recherche scientifique s'appuyant sur une série de données couvrant la période 1971-2000. En 2020, Météo-France publie une typologie des climats de la France métropolitaine dans laquelle la commune est exposée à un climat océanique altéré et est dans la région climatique Lorraine, plateau de Langres, Morvan, caractérisée par un hiver rude (1,5 °C), des vents modérés et des brouillards fréquents en automne et hiver.
Pour la période 1971-2000, la température annuelle moyenne est de 10,3 °C, avec une amplitude thermique annuelle de 15,9 °C. Le cumul annuel moyen de précipitations est de 922 mm, avec 14,5 jours de précipitations en janvier et 9,7 jours en juillet. Pour la période 1991-2020, la température moyenne annuelle observée sur la station météorologique de Météo-France la plus proche, « Rocroi », sur la commune de Rocroi à 20 km à vol d'oiseau, est de 9,5 °C et le cumul annuel moyen de précipitations est de 1 210,4 mm. 
La température maximale relevée sur cette station est de 37,6 °C, atteinte le 25 juillet 2019 ; la température minimale est de −14,7 °C, atteinte le 4 février 2012,,.
Les paramètres climatiques de la commune ont été estimés pour le milieu du siècle (2041-2070) selon différents scénarios d'émission de gaz à effet de serre à partir des nouvelles projections climatiques de référence DRIAS-2020. Ils sont consultables sur un site dédié publié par Météo-France en novembre 2022.

## Urbanisme

### Typologie
Au 1er janvier 2024, Montigny-sur-Meuse est catégorisée commune rurale à habitat dispersé, selon la nouvelle grille communale de densité à 7 niveaux définie par l'Insee en 2022.
Elle est située hors unité urbaine. Par ailleurs la commune fait partie de l'aire d'attraction de Fumay, dont elle est une commune de la couronne,. Cette aire, qui regroupe 4 communes, est catégorisée dans les aires de moins de 50 000 habitants,.

### Occupation des sols
L'occupation des sols de la commune, telle qu'elle ressort de la base de données européenne d’occupation biophysique des sols Corine Land Cover (CLC), est marquée par l'importance des forêts et milieux semi-naturels (89,9 % en 2018), une proportion identique à celle de 1990 (89,9 %). La répartition détaillée en 2018 est la suivante : 
forêts (89,9 %), zones agricoles hétérogènes (7,2 %), eaux continentales (2,7 %), prairies (0,2 %). L'évolution de l’occupation des sols de la commune et de ses infrastructures peut être observée sur les différentes représentations cartographiques du territoire : la carte de Cassini (XVIIIe siècle), la carte d'état-major (1820-1866) et les cartes ou photos aériennes de l'IGN pour la période actuelle (1950 à aujourd'hui).

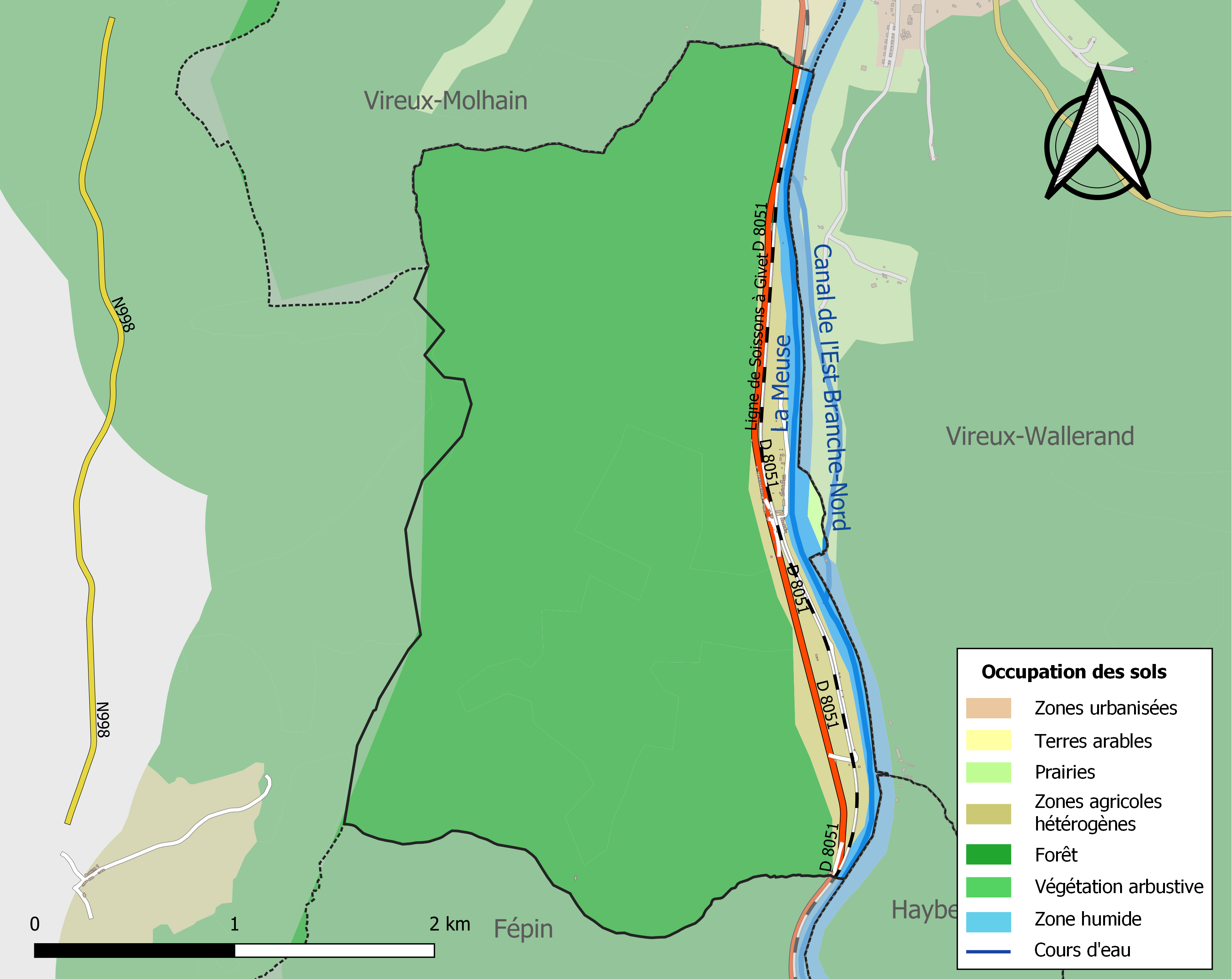
Carte des infrastructures et de l'occupation des sols de la commune en 2018 (CLC).

## Toponymie
Voir Montaniacum.
Le bourg se développe en rive gauche de la Meuse, qui s'écoule du sud vers nord sur une longueur d'environ 4,2 km et constitue une limite séparative communale.

## Histoire
Montigny-sur-Meuse apparaît vers le milieu du XIIIe siècle comme appartenant au comté de Liège.

## Démographie
L'évolution du nombre d'habitants est connue à travers les recensements de la population effectués dans la commune depuis 1793. Pour les communes de moins de 10 000 habitants, une enquête de recensement portant sur toute la population est réalisée tous les cinq ans, les populations de référence des années intermédiaires étant quant à elles estimées par interpolation ou extrapolation. Pour la commune, le premier recensement exhaustif entrant dans le cadre du nouveau dispositif a été réalisé en 2004.

En 2022, la commune comptait 77 habitants, en évolution de −3,75 % par rapport à 2016 (Ardennes : −2,97 %, France hors Mayotte : +2,11 %).
| 1793 | 1800 | 1806 | 1821 | 1831 | 1836 | 1841 | 1846 | 1851 |
| ---- | ---- | ---- | ---- | ---- | ---- | ---- | ---- | ---- |
| 126  | 146  | 185  | 171  | 145  | 147  | 163  | 190  | 200  |

| 1866 | 1872 | 1876 | 1881 | 1886 | 1891 | 1896 | 1901 | 1906 |
| ---- | ---- | ---- | ---- | ---- | ---- | ---- | ---- | ---- |
| 102  | 192  | 196  | 172  | 176  | 155  | 159  | 148  | 123  |

| 1911 | 1921 | 1926 | 1931 | 1936 | 1946 | 1954 | 1962 | 1968 |
| ---- | ---- | ---- | ---- | ---- | ---- | ---- | ---- | ---- |
| 151  | 166  | 172  | 213  | 188  | 168  | 190  | 165  | 130  |

| 1975 | 1982 | 1990 | 1999 | 2004 | 2006 | 2009 | 2014 | 2019 |
| ---- | ---- | ---- | ---- | ---- | ---- | ---- | ---- | ---- |
| 101  | 99   | 104  | 78   | 79   | 76   | 97   | 82   | 81   |

| 2022 | - | - | - | - | - | - | - | - |
| ---- | - | - | - | - | - | - | - | - |
| 77   | - | - | - | - | - | - | - | - |

## Culture locale et patrimoine

### Lieux et monuments
L'église Saint-Lambert (nom donné en hommage à l'évêque de Liège) date de 1765 et présente un oratoire de style gothique. L'édifice est classé monuments historiques depuis 15 mars 1993. Beaucoup de travaux sont à faire dans cette église qui fait qu'elle est actuellement fermée aux touristes pour plus de sécurité.

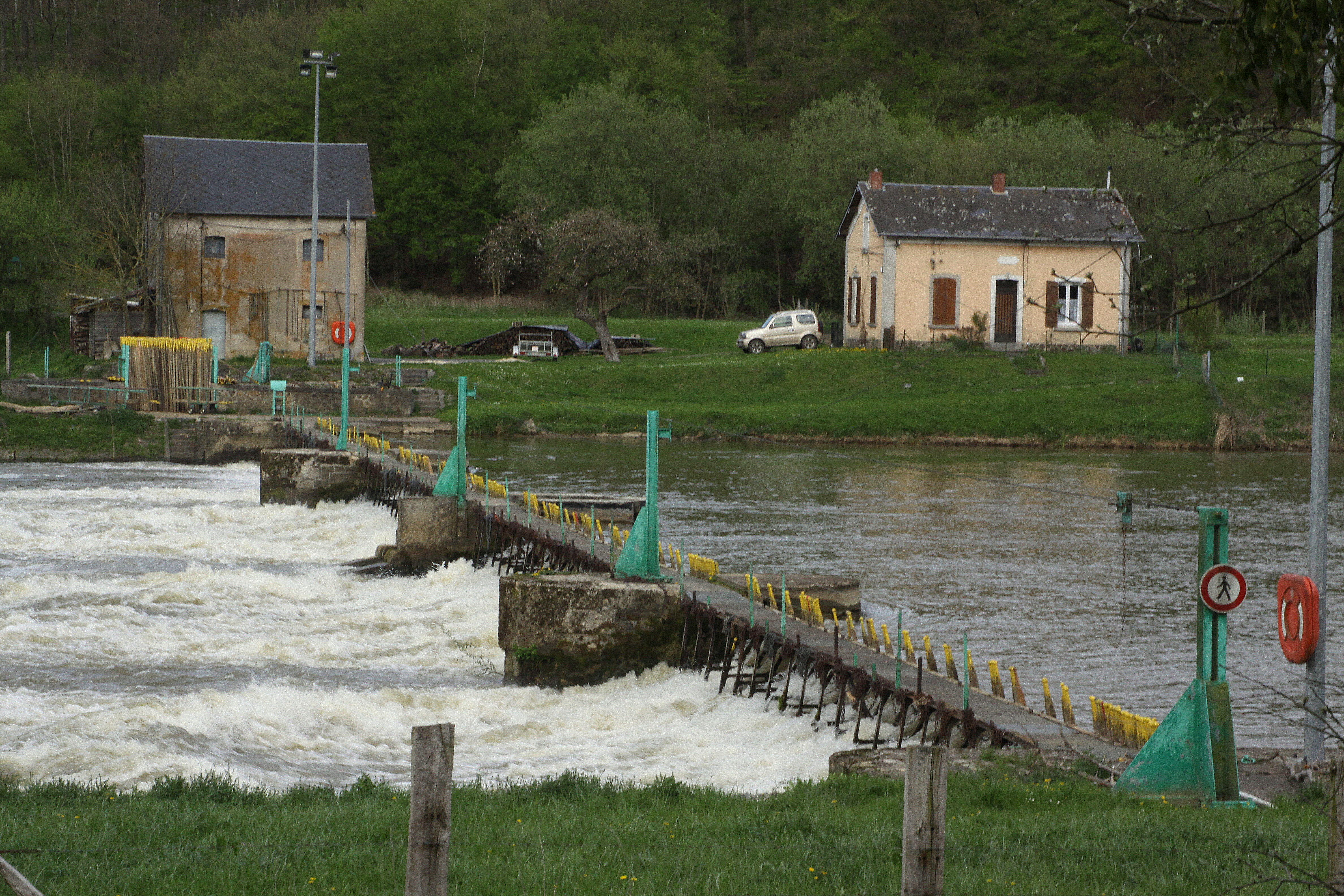
Le barrage.

### Langue locale
Montigny-sur-Meuse fait partie du domaine wallon de France.

### Personnalités liées à la commune
- Gaspard Lavocat (1794 - 1860) : saint-cyrien, militaire dans les armées du Premier Empire puis sous la Restauration, conspirateur contre les Bourbons, puis député des Ardennes pendant la monarchie de Juillet.

### Héraldique
| Blason de Montigny-sur-Meuse | Blason  | D'argent à la fasce d'azur côtoyée de six burelles de gueules, trois en chef et trois en pointe, au pal du même brochant ; sur le tout, d'or à une tête arrachée de lion de sable. |
| Blason de Montigny-sur-Meuse | Détails | Le statut officiel du blason reste à déterminer. |